# Trans-Canada Highway

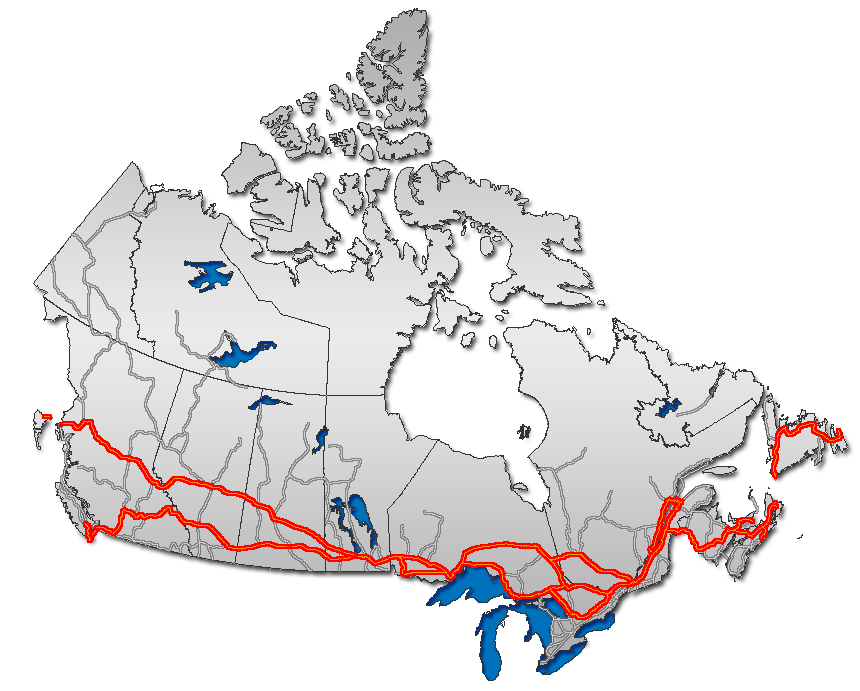
Karta över Trans-Canada Highway.

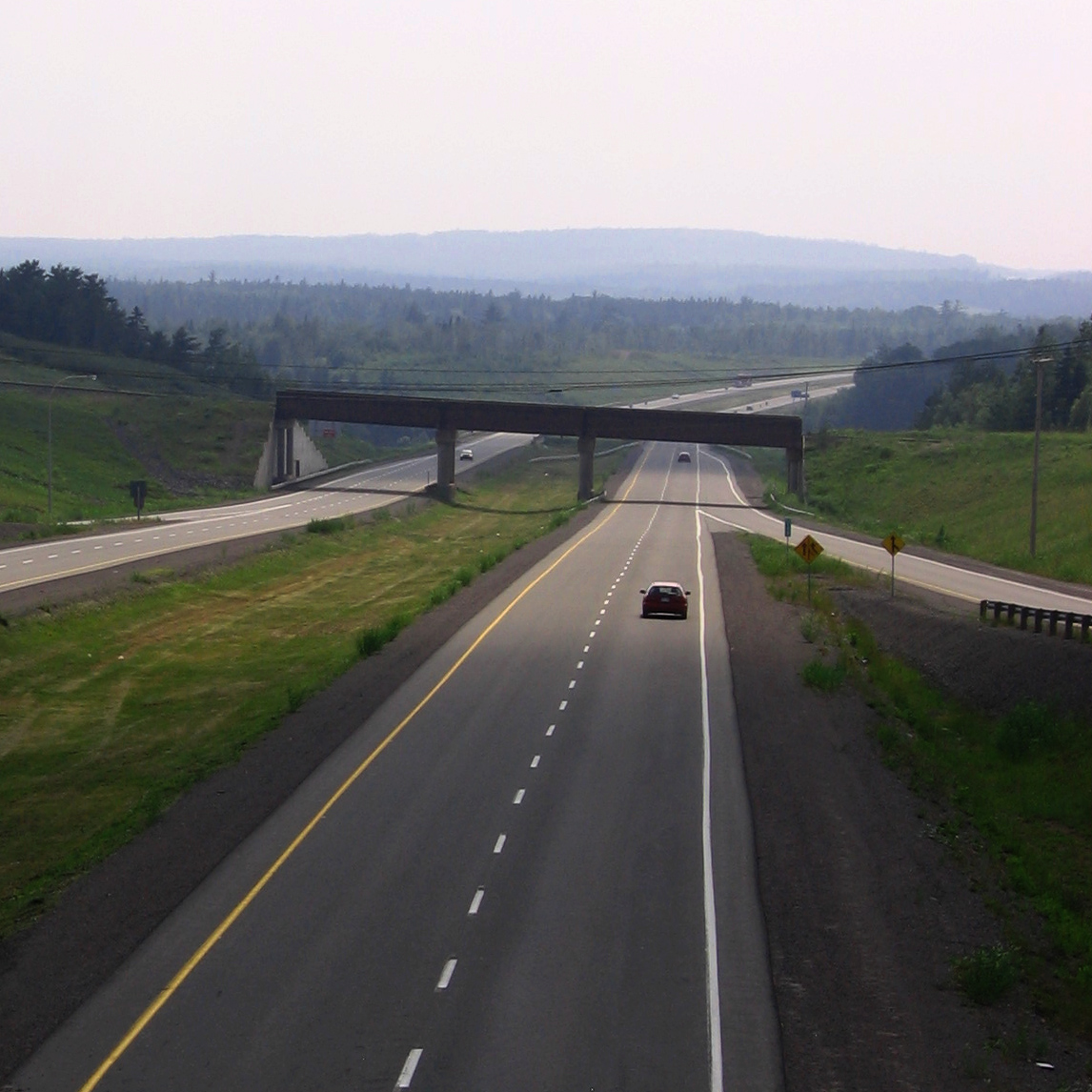
Bilar i trafik på Trans-Canada Highway i Nova Scotia. Juni 2008.

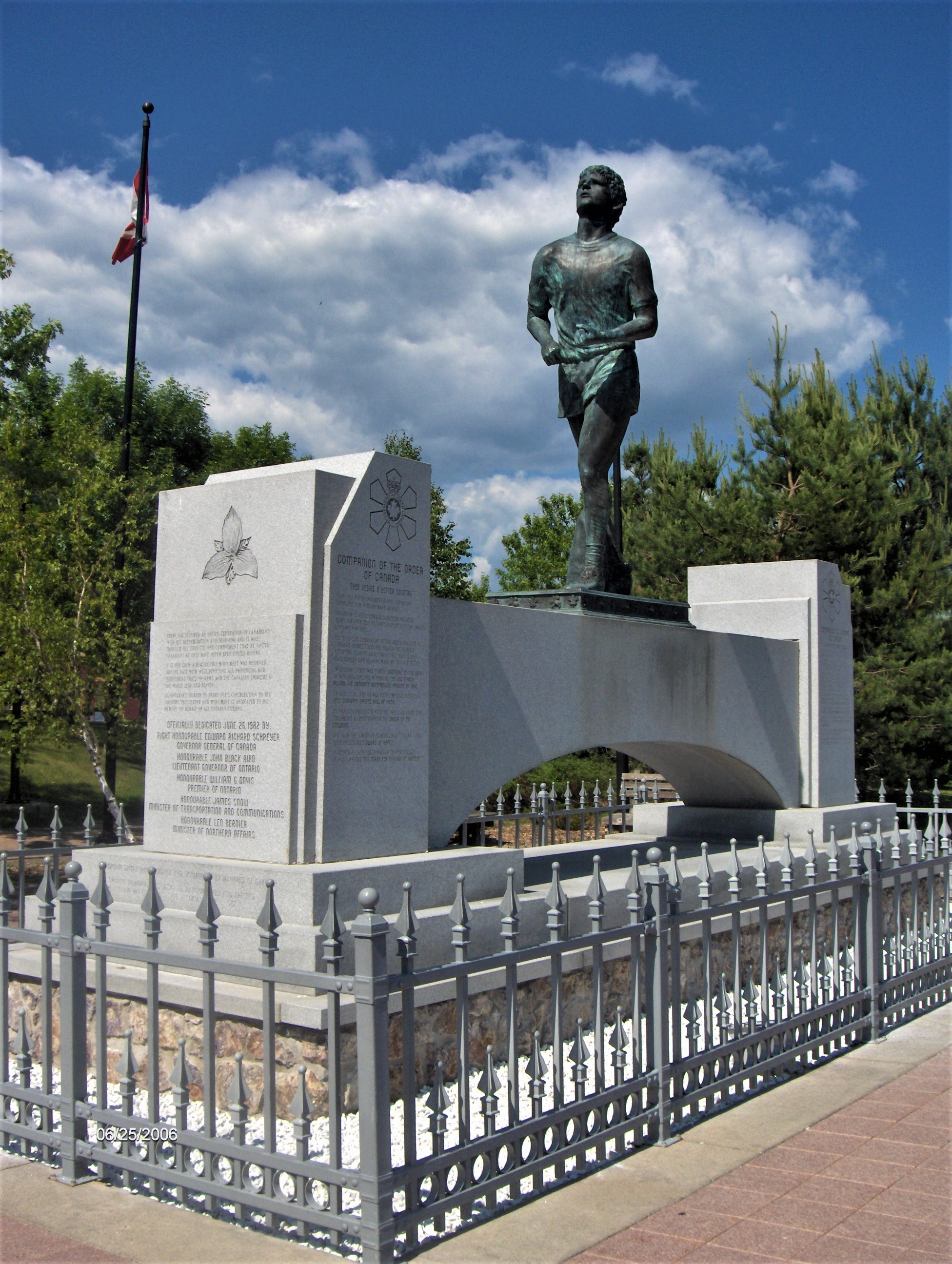
Highway 11/17- Terry Fox

Trans-Canada Highway (franska: Route Transcanadienne) är ett system av huvudvägar som går genom landet mellan västkusten och de östligaste öarna i Kanada. Total längd är 8 030 kilometer. Den invigdes 1962, och gav Canadian Pacific Railway större konkurrens.
Huvudsakligen består systemet av två parallella vägar som går mellan väst och öst. Bitvis går de gemensamt.
Den norra vägen börjar i Prince Rupert och går via Edmonton-Winnipeg-Thunder Bay-Val d'Or till Montreal.
Den södra vägen räknas åtminstone väster om Winnipeg som huvudrutt, och går Victoria-Vancouver-Calgary-Regina-Winnipeg-Thunder Bay-Sudbury-Ottawa-Montreal-Moncton och slutar i St. John's på Newfoundland. Den är cirka 7 600 kilometer lång.
Den södra vägen är i huvudsak fyrfilig mellan Vancouver och Kamloops i British Columbia (420 kilometer), mellan Lake Louise (väster om Calgary) och Falcon Lake (öster om Winnipeg) (1 650 kilometer), undantaget en sträcka i bergen  (fyrfiligt cirka samt mellan strax väster om Ottawa och Rivière-du-Loup (öster om Quebec City) (700 kilometer).

### Fotnoter
1. ↑  Tim Moore (31 oktober 2012). ”The wonders of Canada by rail” (på engelska). BBC. http://www.bbc.com/travel/story/20121012-the-wonders-of-canada-by-train. Läst 10 november 2017.